# Vert-Vert (Rumeau)
Le Perroquet Vert-Vert au couvent des Visitandines de Nantes
Pour les articles homonymes, voir Vert-Vert (homonymie).
Vert-Vert est un tableau peint par Jean-Claude Rumeau vers 1820. Il mesure 12,5 × 15 cm.

## Contexte, description, analyse
Aquarelle gouachée de 12,5 cm de hauteur sur 15 cm de largeur, le tableau de Jean-Claude Rumeau tire son nom du perroquet héros du poème Vert-Vert ou les Voyages du Perroquet de la Visitation de Nevers (1734) de Jean-Baptiste Gresset qui a inspiré au cours du XIXe siècle nombre de peintres mais également de dramaturges et de compositeurs comme Jacques Offenbach pour son opéra-comique Vert-Vert. La peinture de Rumeau, inspirée du Vert-Vert de François Marius Granet de 1818, illustre le passage du poème de Gresset où le perroquet vient d'arriver au couvent des Visitandines de Nantes qui l'entendent probablement proférer les premiers jurons appris lors de son voyage.
Il est présenté au Musée du monastère royal de Brou de Bourg-en-Bresse à l'occasion de l'exposition L'invention du passé. « Gothique, mon amour », 1802-1830. Son lieu de conservation n'est pas connu.

## Articles connexes

Vert-Vert en peinture
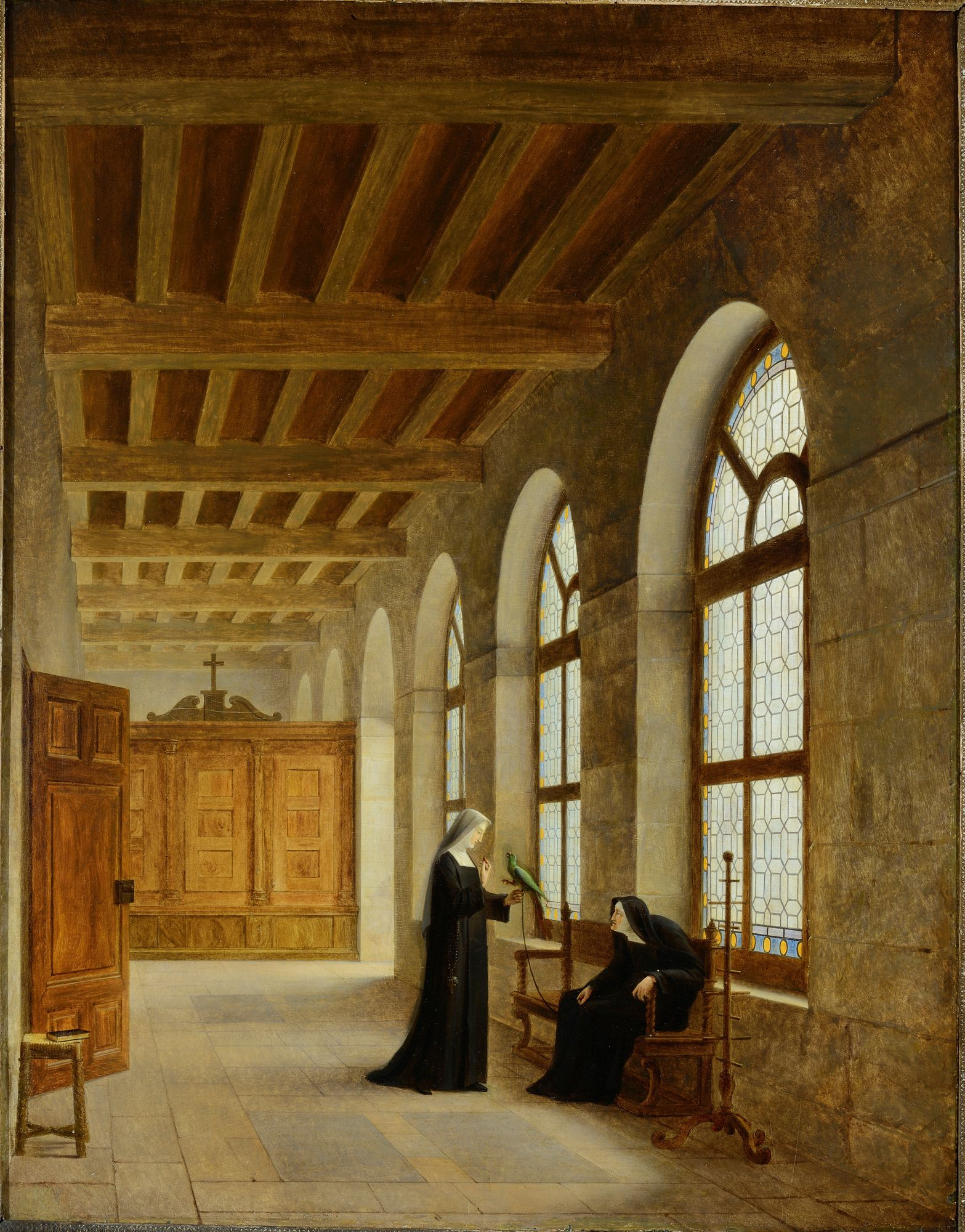
Vert-Vert, Fleury François Richard (1804, musée des beaux-arts de Lyon)
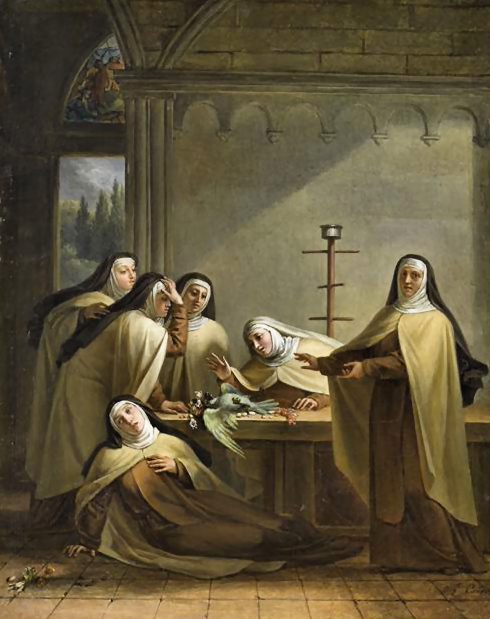
Mort de Vert-Vert, Auguste Couder (1830, musée de l'Oise à Beauvais)
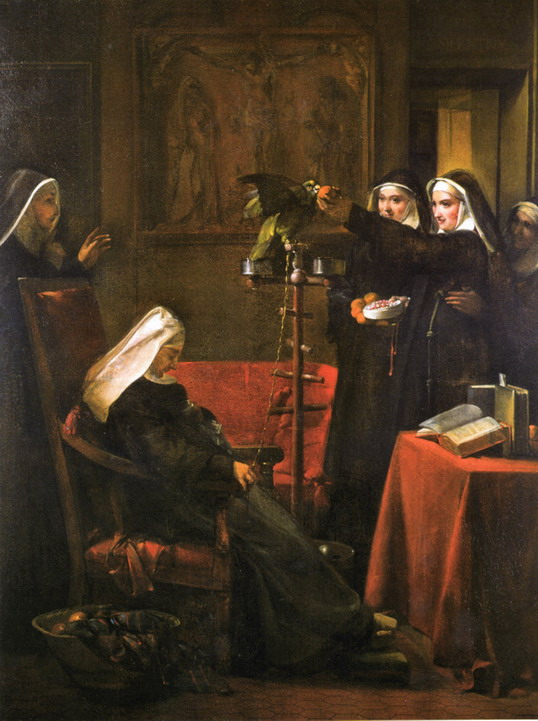
Captivité de Vert-Vert, François Marius Granet (1834, musée Granet d'Aix-en-Provence)
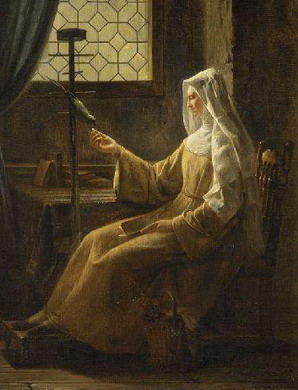
Vert-Vert, Claudius Jacquand (1835, Musée du monastère royal de Brou à Bourg-en-Bresse)
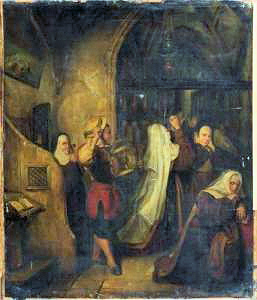
L'Arrivée de Vert-Vert à Nantes, Claudius Jacquand (1847, musée de la faïence et des beaux-arts de Nevers